# Haig Sare
Pour les articles homonymes, voir Sare (homonymie).

a Compétitions nationales et continentales officielles uniquement.

b Matchs officiels uniquement.
Dernière mise à jour le 3 avril 2020.
Haig Sare, né le 25 mars 1982, est un joueur australien de rugby à XV jouant au poste d'ailier ou centre.

## Biographie
Après avoir défendu les couleurs de la Shore School (en), il évolue au Warringah Rugby Club. En juillet 2005, il signe au Biarritz olympique en tant que joker médical de Martin Gaitan pour une durée de six mois. En novembre 2005, il retourne en Australie pour disputer le Super 14 avec la Western Force.
En février 2008, son coéquipier Matt Henjak est exclu de l'équipe après lui avoir brisé la mâchoire dans une bagarre. En 2011, il est contraint de mettre un terme à sa carrière après une grave blessure.
En 2013, il devient entraîneur de son ancien club de Warringah.

## Carrière internationale
En juin 2007, il est sélectionné avec l'équipe d'Australie A contre le Japon en Pacific Cup.